# Morten Hellborn
Morten Hellborn Mogensen (født 6. februar 1981 i Dragør) er en dansk professionel trommeslager som blandt andet spiller for Dúné og Aqua. Han er en af de mest benyttede live- og studiemusikere i Danmark, ligesom han ved livekoncerter også bidrager som backing vokal.

## Historie
Hellborn blev født i Dragør af musikalske forældre. Som 4-årig fik han sit første trommesæt, og begyndte nogle år efter i folkeskolen på Skolen ved Vierdiget ved Dragørs sydstrand.

## Musik

### Studiemusik
Han medvirkede i 2007 på A Kid Hereafters debutalbum Rich Freedom Flavour, og i 2009 var han med på Pigswears album Pigswear. I 2010 deltog han i projektet bag X Factor gruppen The Fireflies album The Fireflies. Samme år spillede han marchtrommer på et enkelt nummer på Sukkerchoks album De 1000 drømmes nat.
I oktober 2009 udkom Mike Tramps album Mike Tramp & The Rock 'N' Roll Circuz, hvor Morten Hellborn spiller trommerne på alle 13 numre. Han kom med i projektet ved en lille tilfældighed. Han spillede på daværende tidspunkt koncerter for Oliver Weers, sammen med blandt andet bassisten Claus Langeskov, som i mange år havde spillet med Tramp og dennes band White Lion. Hellborn overhørte en samtale hvor det blev nævnt at Tramp skulle indspille en ny plade, og han strakte hånden i vejret og sagde: "Det skal jeg da være med til", og sådan blev det. I 2011 spillede Morten Hellborn percussion og trommer på samtlige 11 numre på Mike Tramps album Stand Your Ground.
På Dúnés album Wild Hearts som blev indspillet i 2012, er Hellborn eneste trommeslager, ligesom han er det på Electric Guitars debutalbum Electric Guitars, hvor han sammen med 12 af landets største guitarister, Per Møller, Poul Halberg, Billy Cross, Jacob Binzer, Mika Vandborg, Søren Andersen, Tim Christensen, Franz Beckerlee, Uffe Steen, Jens Runge, Aske Jacoby og Mikkel Nordsø indspillede nummeret "Hero Of Mine".

### Livemusik
Da trommeslager Malte Aarup-Sørensen i maj 2011 valgte at forlade rockgruppen Dúné kort tid før deres store sommertour, blev Morten Hellborn ansat til at fuldføre jobbene, så gruppen ikke skulle aflyse deres Dúné Summer Tour 2011. Han nåede at lære bandets numre at kende, og spillede derefter på Grøn Koncert samt de fleste af landets store festivaler. Da den efterfølgende minitour, Just For Fun Tour, sluttede den 30. oktober 2011 på Viften i Rødovre, takkede Ole Bjórn Hellborn fra scenen. Lige siden har han været Dúnés faste trommeslager i studiet og på scenen, og var med på bandets store Wild Hearts Tour i 2013.
I foråret 2012 var Morten Hellborn i Australien sammen med det danske band Aqua, hvor han spillede trommerne på gruppens 11 udsolgte koncerter rundt i landet. I slutningen af oktober og starten af november 2014 var han igen med Aqua i Australien, hvor de denne gang spillede fem koncerter. Desuden har han spillet mange livekoncerter med blandt andet artisterne Christopher, Simon Jul, Peter Belli og Mike Tramp.
Siden Electric Guitars blev dannet som etableret band i starten af 2013 har Morten Hellborn været med på scenen, og deltog således også i den anmelderroste koncert på Smukfest '13, hvor BTs anmelder Steffen Jungersen kaldte ham for "Gennemkompetent".
Hellborn tog i marts 2015 på turné i Sydamerika med den engelske singer-songwriter James Blunt. Her skulle han på Blunts "Moon Landing Tour" spille i Brasilien, Paraguay, Argentina, Peru, Ecuador, Colombia samt i Chile. I april samme år blev Hellborn også hyret til en Blunt koncert i Schweiz. Efter hjemkomsten fra Schweiz spillede han sommer og efterårstour med Dúné og Electric Guitars, inden han i oktober og november spillede 20 koncerter sammen med Anne Linnet.
I april 2022 dukker Morten Hellborn igen op i udlandet. Denne gang for Thin Lizzy-bassisten, Marco Mendoza, hvor Hellborn spiller trommer på nummeret "Take It To The Limit". Et nummer, der også vennen og kollegaen Søren Andersen med på både guitar og som producer.

## Udstyr
Morten Hellborn spiller på flere forskellige setups på sit trommesæt, alt efter hvilke artister han spiller for. En væsentlig forskel imellem eksempelvis Dúné og Electric Guitars er at han med Dúné anvender flere bækkener, samt elektronisk udstyr såsom stortrommetrigger, trigger til lilletromme, moduler og trommepads.

### Electric Guitars setup
- Drum Workshop collectors maple/mahogany.
- Finish Super Tangerine glass
- Kick: 24x14"
- Rack tom: 13x9"
- Floor toms: 16x16" og 18x16"

Hardware
- Kick pedal: DW 5000 enkelt pedal
- Hi-hat stand: DW 5000
- Snare stands (lilletromme): til snare DW 9000 og til Rack Tom DW 5000

Bækken stativer. - set fra hi-hat siden
- DW 5710
- Yamaha CS755
- DW 5710

Bækkener. - set fra hi-hat siden
- Istanbul Agop Traditional light Hihat 16"
- Istanbul Agop Cindy Blackman OM Crash/Ride 20"
- Istanbul Agop Traditional Dark Ride 24"
- Istanbul Agop Mel Lewis Ride 20"

### Dúné setup
- Drum Workshop collectors maple/mahogany med super tangerine glass finish
- Kick: 24x14"
- Rack tom: 13x9"
- Floor toms: 16x6" og 18x16"

Hardware
- Kick pedal: Iron speed cobra dobbelt pedal og en DW 5000 dobbelt pedal
- Hi-hat stand: DW 5000
- Snare stands (lilletromme): til snare DW 9000 og til Rack Tom DW 5000

Bækken stativer. - set fra hi-hat siden
- DW 5700
- DW 5710
- DW 5700
- DW 5710
- Tama road pro

Bækkener. - set fra hi-hat siden
- Istanbul Agop Traditional light Hihat 16"
- Istanbul Agop Alchemy ION Crash 18"
- Istanbul Agop Alchemy Medium Crash 20"
- Istanbul Agop Traditional Dark Ride 24"
- Istanbul Agop XIST Pro Brilliant Crash 20"
- Istanbul Agop Traditional China 20"

Elektronisk udstyr
- 3 stk: Roland PDX-8 trommepad til V-drums
- 1 stk: Roland RT-10S trigger til lilletromme
- 1 stk: Roland KD-7 Stortrommetrigger
- 1 stk: Roland TD-11 trommemodul